# Antoine Castonguay
Antoine Castonguay, né le 14 juin 1881 à Sainte-Hélène et mort le 11 mai 1959 à Chicoutimi, est un homme politique québécois. Il est député de Roberval de 1935 à 1939.

## Biographie
Il est né à Sainte-Hélène, près de Kamouraska, de l'union de Charles Castonguay, cultivateur, et de Délima Lévesque. Il étudie au collège de Sainte-Anne-de-la-Pocatière puis au collège d'Inverness.
Il travaille d'abord pour l'International Paper puis il devient propriétaire de son propre moulin à scie à Saint-Félicien et à La Doré. Il est maire de Saint-Félicien de 1935 à 1940. Il est ensuite préfet du comté de Roberval de 1937 à 1940. Il fait ensuite le saut en politique provinciale en devant député de Roberval de 1935 à 1939. Élu d'abord sous la bannière de l'Action libérale nationale, il est réélu en 1936 en rejoignant l'Union nationale.
Il décède à Chicoutimi, à l'âge de 78 ans et 10 mois. Est est inhumé à Saint-Félicien.